# Denise Paquette Boots
Denise Paquette Boots (* 1970) ist eine US-amerikanische Kriminologin, die als Professorin an der University of Texas at Dallas (UTD) forscht und lehrt. 2022/23 amtierte sie als Präsidentin der Academy of Criminal Justice Sciences (ACJS).

## Werdegang und Wirken
Boots machte alle akademischen Abschlüsse im Fach Kriminologie an der University of South Florida: Bachelor-Examen 1995, Master-Examen 2001 und Promotion zum Ph.D. 2006. Vor ihrer Promotion absolvierte sie eine Ausbildung bei der U.S. Border Patrol und arbeitete als Betreuerin für straffällige Jugendliche. Nach der Promotion wurde sie an der UTD tätig, inzwischen als Professorin für Public Policy and Political Economy.
Ihre Forschungs- und Lehrtätigkeit konzentriert sich auf zwischenmenschliche Gewalt mit den Schwerpunkten häusliche Gewalt, Elternmord, Kindesmissbrauch und -vernachlässigung, sexuelle Übergriffe auf dem Campus, psychische Gesundheit, Todesstrafe, Menschenhandel, geschlechtsspezifische Wege zu Verbrechen und Viktimisierung.